# 斯科斯比角
斯科斯比角（英語：Scoresby Point），是南極洲的海岬，位於南喬治亞群島，處於威廉斯灣入口處南部，在1929年由英國海軍命名，該海岬由英國海外領土管轄。